# Agromyza venezolana
Agromyza venezolana este o specie de muște din genul Agromyza, familia Agromyzidae, descrisă de Spencer în anul 1963.
Este endemică în Venezuela. Conform Catalogue of Life specia Agromyza venezolana nu are subspecii cunoscute.